# B.V.D.
B.V.D.は、アメリカ合衆国の男性用下着（アンダーウェア）のブランドである。
当初は女性用下着も製造していたが、現在はフルーツオブザルームにより男性用下着のみを製造している。BVDブランドは日本でも展開している。

## 歴史

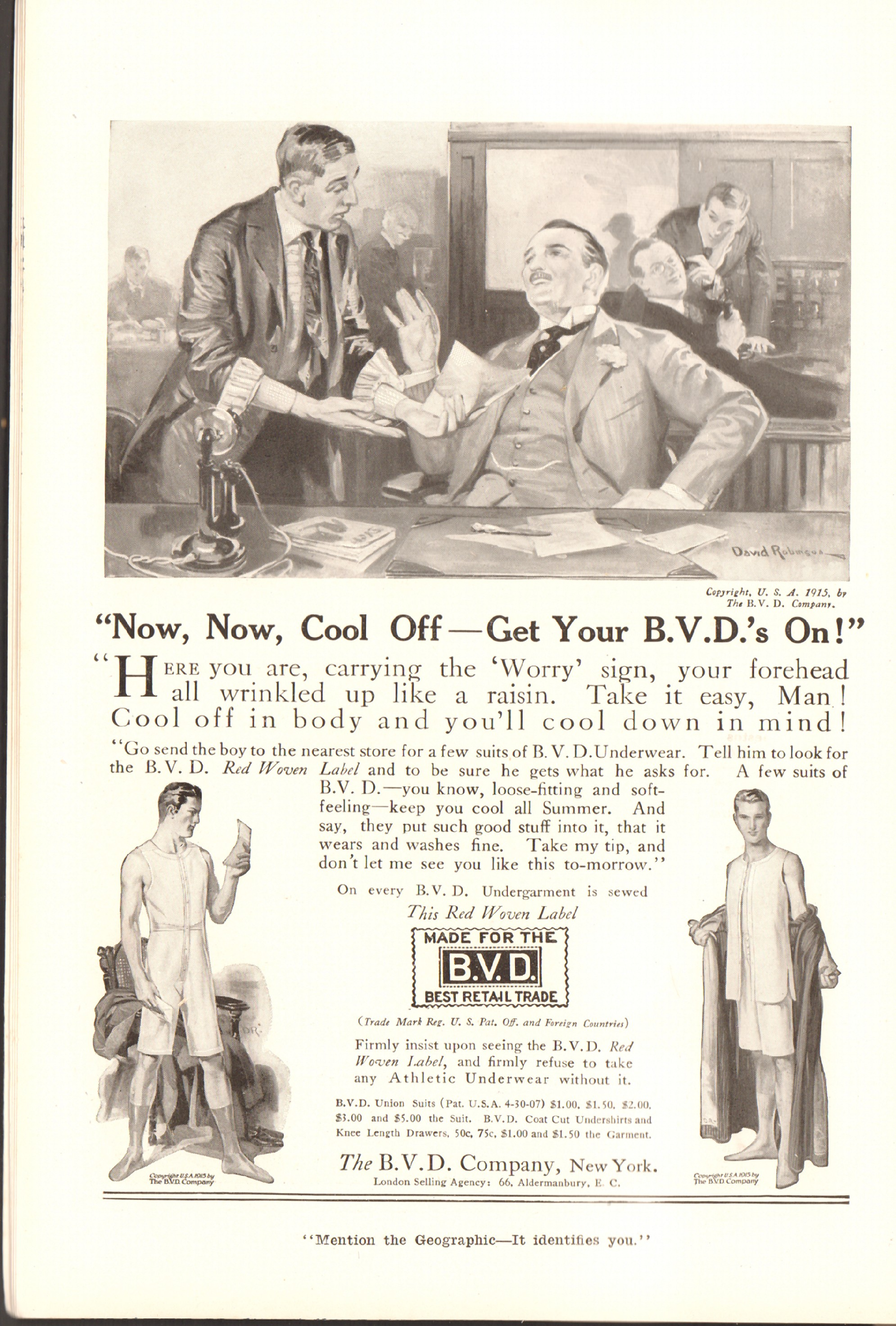
1915年のBVDの広告

1876年にニューヨークで設立され、3人の創業者、ジョセフ・W・ブラッドリー(Joseph W. Bradley)、ルーサー・C・ヴォーヒーズ(Luther C. Voorhees)、ライマン・H・デイ(Lyman H. Day)のイニシャルから社名が付けられた。最初は女性用のバッスルを製造していたが、その後、厚手の編み生地を使用した男性用ユニオンスーツ（上下がつながったワンピースタイプの下着）で有名になった。1908年、厚手で体にピッタリとした服から、新しいタイプの下着に改良された。
1930年代初頭、BVDはオハイオ州ピクワのアトラス・アンダーウェア社に買収された。世界恐慌期、BVDは男性用・女性用・子供用の水着の製造で成功を収めた。レーヨン織りのサテンにラテックスを裏地にした伸縮性のある生地である「シーサテン」(Sea Satin)を開発し、特許を取った。また、コットン、ウール、レーヨンのニット生地やセロファン繊維も使用していた。BVDの水着は大手ファッション誌で取り上げられ、高級ファッション店で取り扱われた。女性向けの水着のデザインは、体にフィットするマイヨスタイルや、スカートタイプのものがあった。男性向けの着脱可能なトップス付きの水着もあった。1929年、水泳選手で、後にターザン役を演じる俳優に転向するジョニー・ワイズミュラーを宣伝モデルに採用した。
1951年、BVDはスーペリア・ミルズ社に買収された。同年、下着をポリ袋入りで販売するというスタイルを開始した。
1976年、BVDはフルーツオブザルームに買収された。同社は1999年に破産を申請したが、2001年にバークシャー・ハサウェイに買収され、経営再建した。
日本においては、富士紡績株式会社が1975年12月に株式会社フジボウアパレルを設立し、1976年4月にBVDとライセンス契約を締結して商品展開をしている。